# Félix da Rocha
Félix da Rocha SJ (* 1713 in Lissabon, Portugal; † 22. Mai 1781 in Peking, Kaiserreich China) war ein portugiesischer Jesuit und Astronom.
Da Rocha trat mit 15 Jahren in das Noviziat der Jesuiten ein. Ab 1730 ist er mehrmals als Student der Philosophie gelistet. Über besonderen Unterricht in Mathematik ist nicht überliefert, aber aufgrund seiner späteren Tätigkeit im Kaiserlichen Sternkundeamt ist es unwahrscheinlich, dass er solchen nicht erhalten hat. 
Am 13. April 1735 verließ er Lissabon. Er hatte die Priesterweihe noch nicht erhalten. Entsprechend dem normalen Zeitplan der Schiffe der Carreira da Índia kam er Ende 1735 oder Anfang 1736 in Macau an. Am dortigen Seminar der Vizeprovinz beendete er seine theologischen Studien.
Am 12. Januar 1738 begann er als Missionar zu arbeiten. In Peking erhielt er den chinesischen Namen Fu Zuolin. In den folgenden Jahren war in Nantang tätig. Am 2. Februar 1747 legte er die vier Gelübde ab. Von 1753 bis 1759 war er Superior in Nantang und Vizeprovinzial. 1753 wurde er zum Qintianjian jianfu und dann zum Qintianjian joujianfu ernannt.1771 wurde er wieder Qintianjian jianfu und 1774 nach dem Tod von Augustin von Hallerstein zum Jianzheng. 1756 ernannte der chinesische Kaiser ihn zum Mandarin 2. Klasse, da er die Kartierung einiger chinesischer Gebiet durchgeführt hat. Er wurde auf dem Friedhof von Zhalan begraben.